# Di sản văn hóa
Di sản văn hóa là di sản của các hiện vật vật thể và các thuộc tính phi vật thể của một nhóm, tổ chức hay xã hội được kế thừa từ các thế hệ trước, đã duy trì đến hiện nay và dành cho các thế hệ mai sau. Di sản văn hóa bao gồm tài sản văn hóa (như các tòa nhà, cảnh quan, di tích, sách, tác phẩm nghệ thuật, và các hiện vật), văn hóa phi vật thể (như văn hóa dân gian, truyền thống, ngôn ngữ và kiến thức) và di sản tự nhiên (bao gồm cảnh quan có tính văn hóa quan trọng và đa dạng sinh học).